# 8990 Compassion
8990 Compassion è un asteroide della fascia principale. Scoperto nel 1980, presenta un'orbita caratterizzata da un semiasse maggiore pari a 3,1542376 UA e da un'eccentricità di 0,1005945, inclinata di 8,08456° rispetto all'eclittica.